# Narang
Pour les articles homonymes, voir Narang (homonymie).
Narang ou Narang Mandi (en ourdou : نارنگ منڈی) est une ville pakistanaise située dans le district de Shekhupura, dans la province du Pendjab.
La ville est située à seulement huit kilomètres de la frontière avec l'Inde. Elle est notamment connue pour sa production de riz basmati.
La population s'élevait à 29 497 habitants d’après le recensement de 1998. En 2017, la population était évaluée à 45 848 par le recensement suivant,. Selon le recensement de 2023, la population de la ville monte à 67 137 habitants.